# Recherche Bad Boys désespérément
Pour plus de détails, voir Fiche technique et Distribution.
Recherche Bad Boys désespérément ou La Prime au Québec (One for the Money) est un film américain réalisé par Julie Anne Robinson, inspiré du roman La Prime (One for the Money en VO) de Janet Evanovich, sorti en 2012.

## Synopsis
Fauchée, Stéphanie Plum arrive à convaincre son cousin, de l'employer dans son agence de cautionnement comme chasseuse de prime. Stéphanie n'y connait rien, ce qui ne l'empêche pas de se lancer aux trousses de Joe Morelli, un ancien flic suspecté de meurtre qui avait eu en plus le mauvais goût de la séduire et de la plaquer lorsqu'elle était au lycée. Entre l'envie d'empocher la prime et un léger parfum de revanche, Stéphanie est remontée à bloc. Pourtant même si le très expérimenté Ranger lui enseigne quelques trucs, sa mission va vite s'avérer plus compliquée que prévu. Si on ajoute à cela une famille envahissante, un boxeur qui pourrait bien être un tueur, des témoins qui tombent comme des mouches et son cœur qui bat la chamade pour celui qu'elle est censée arrêter, le nouveau job de Stéphanie risque de lui changer la vie… si elle n'en meurt pas !

## Fiche technique
Source : Information sur le film
- Titre original : One for the Money
- Titre français : Recherche Bad Boys désespérément
- Titre québécois : La Prime
- Réalisation : Julie Anne Robinson
- Scénario : Stacy Sherman, Karen Ray et Liz Brixius
- Direction artistique :
- Décors : Franco-Giacomo Carbone
- Costumes : Michael Dennison
- Photographie : Jim Whitaker
- Montage : Lisa Zeno Churgin
- Musique : Deborah Lurie
- Casting : Deborah Aquila, Ross Meyerson, Tricia Wood
- Production : Tom Rosenberg, Wendy Finerman, Sidney Kimmel, Gary Lucchesi (en)
  - Production exécutive :
- Sociétés de production : Lakeshore Entertainment, Sidney Kimmel Entertainment
- Société de distribution : Lionsgate
- Budget :
- Pays d'origine :  États-Unis
- Langue originale : anglais
- Format : couleur – 35 mm – 2,35 : 1 – Dolby Digital
- Genre : action, comédie
- Durée : 91 minutes
- Dates de sortie :
  -  États-Unis : 27 janvier 2012
  -  France : 8 février 2012[2]

## Distribution
- Katherine Heigl (V. F. : Charlotte Marin) : Stephanie Plum
- Jason O'Mara (V. F. : Guillaume Lebon) : Joe Morelli
- Sherri Shepherd : Lula
- Debbie Reynolds (V. F. : Michelle Bardollet) : Mamie Mazur
- Daniel Sunjata (V. F. : Tanguy Goasdoué) : Ricardo " Ranger " Carlos Manoso
- Patrick Fischler (V. F. : Sébastien Desjours) : Vinnie Plum
- John Leguizamo (V. F. : Bernard Gabay) : Jimmy Alpha
- Ashley Argota : Hannah Mazur
- Ana Reeder : Connie Rossoli
- Gavin-Keith Umeh : Benito Ramirez
- Ryan Michelle Bathe : Jackie
- Nate Mooney (V. F. : Vincent de Bouard) : Eddie Gazarra
- Debra Monk : Mme Plum
- Louis Mustillo : Mr Plum
- Annie Parisse : Mary Lou
- Fisher Stevens : Morty Beyers
- Adam Paul (V. F. : Patrice Dozier) : Bernie Kuntz

- Version française
  - Société de doublage : Dubbing Brothers
  - Direction artistique : Danielle Perret
  - Adaptation des dialogues : Déborah Perret

Source et légende : Version française (V. F.) sur RS Doublage